# Matoušův efekt
Matoušův efekt (také efekt svatého Matouše) je označení sociologického jevu označovaného také jako akumulovaná výhoda – bohatí a úspěšní se stávají bohatšími a úspěšnějšími, naproti tomu neúspěšní a chudí ztrácejí i drobné úspěchy. Tohoto fenoménu si poprvé všimli američtí sociologové Harriet Zuckermanová, A. S. Cole, J. R. Cole a K. Cole. Tento jev byl později zpopularizovaný a pojmenovaný slavným sociologem R. K. Mertonem. Název je odvozen z úryvku Matoušova evangelia z podobenství o hřivnách:
| „                       | Neboť každému, kdo má, bude dáno a přidáno; kdo nemá, tomu bude odňato i to, co má. | “ |
| — Mt 25, 29 (Kral, ČEP) |                                                                                     |   |

Obdobný výrok se objevuje i v Ježíšově výroku o podobenstvích v Mt 13, 12 (Kral, ČEP).
Jedná se o sociologický jev, který se může projevit v mnoha situacích a aspektech každodenního života – v oblasti pedagogiky, ekonomie, či ve společenské sféře.

## Matoušův efekt v oblasti vědy
Podstata tohoto efektu byla odvozena z rozhovorů s laureáty Nobelovy ceny, z jejich životopisů, příp. deníků. Tuto první významnou definici provedl slavný americký sociolog Robert Merton. Jeho aplikace na vědce se uvádí jako primární příklad působení Matoušova efektu. V této oblasti se efekt projevuje upřednostňováním renomovaných vědců před pracemi jejich méně známých kolegů. Pro vědce, kteří začínají s novou kariérou, to znamená obtížnější start. Jejich díla se totiž tolik nepublikují nebo nečtou. Když je navíc v dané práci uveden etablovaný vědec jako spoluautor, veškeré zásluhy jsou automaticky připisovány jemu. Často však může být mezi slavným a méně známým vědcem jen malý rozdíl. Jedná se tedy spíše o společenské než o odborné rozlišení. Společnost se dívá jinak na vědce, který byl oceněn Nobelovou cenou, než na začínajícího vědce (avšak neméně talentovaného). Matoušův efekt však může mít i čistě pozitivní účinek. Značně omezuje vliv (často nevědeckých) prací nezkušených vědců ve vědeckém diskurzu. Matoušův efekt by však neměl být ve vědě zohledňován bezvýhradně, tím by znemožňoval prosazení nových autorů a myšlenek. Efekt svatého Matouše je sám příkladem působení sebe sama: byl objeven málo známými vědci a populárním se stal až tehdy, když jej v modifikované a rozšířené podobě publikoval učitel původních objevitelů již zmíněný slavný sociolog Robert K. Merton.
V současné chvíli[kdy?] je nejznámějším aplikováním Matoušova efektu tzv. „citační problém“. 

## Matoušův efekt v oblasti sportu
Možností aplikace tohoto jevu najdeme samozřejmě mnohem více, než jen na vědeckou sféru. V každém oboru platí, že na člověka již nějakým způsobem oceněného je nahlíženo jinak, než na člověka, který v daném oboru začíná. Velkou roli v tomto jevu, například ve sportovním odvětví, hraje talent a genetické dispozice. Například i malá genetická výhoda může v určitých dispozicích ústit v to, že jedinec bude mírně úspěšnější než jeho okolí, což ho podnítí k lepšímu výkonu, za který mu poté vyjádří obdiv i ostatní, tuto činnost si oblíbí, a to ho ještě více motivuje k dosáhnutí vyššího cíle. Stane se tak, že dosáhne mnohem lepších výsledků než ti, kteří byli na počátku v podstatě na stejné úrovni. Naopak počáteční nevýhoda vede ke kumulaci negativních postojů a následné demotivaci.

## Matoušův efekt ve vzdělávání
Dále je Matoušův efekt možné aplikovat na příkladu malých dětí ve škole. Okolo 6 let věku se málokdy dá s přesností určit, na co je které dítě nejvíce talentované. Avšak malé náznaky můžeme spatřit již v tomto věku. Těmto šťastlivcům se poté dostává zvláštní péče. Mají mnohem větší možnost rozvoje svého talentu než ti ostatní. Naopak děti, které nedostaly do vínku tolik jako některé ostatní, jsou často přehlíženy a poté získají pocit, že se ani snažit nemusí, protože si jich stejně nikdo nevšímá. Dostanou tedy jakousi pomyslnou nálepku, které se těžko zbavují. A i když práci odvedou dobře, nejsou spravedlivě oceněny právě kvůli těmto předsudkům vyvolaným minulou zkušeností. Na příklad vzdělávání aplikoval Matoušův efekt americký profesor a psycholog Keith Stanovich. Ze získaných poznatků vyplývá, že by tomuto sociologickému jevu měla být věnována pozornost, protože jen tak se lze různých předsudků vyvarovat.